# Handbas
Handbas är en term inom ornitologi som beskriver området på vingen där handpennorna möter handtäckarna. Om detta område skiljer sig färgmässigt från resten av vingen brukar man tala om handbasfläck.
| Till vänster: Storlabben har en vit handbasfläck både på vingens ovan- och undersida.Till höger: En varfågel med sin vita handbasfläck  |  | Till vänster: Storlabben har en vit handbasfläck både på vingens ovan- och undersida.Till höger: En varfågel med sin vita handbasfläck |
| Till vänster: Storlabben har en vit handbasfläck både på vingens ovan- och undersida. Till höger: En varfågel med sin vita handbasfläck |  | |